# 锥序荚蒾
锥序荚蒾（学名：Viburnum pyramidatum）为五福花科荚蒾属的植物。分布于越南北部以及中国大陆的广西、云南等地，生长于海拔120米至1,400米的地区，一般生长在灌丛中、山谷疏林、竹林中或荒芜地，目前尚未由人工引种栽培。

## 别名
尖锥荚蒾（拉汉种子植物名称）